# Recipe for Hate
Recipe for Hate est le septième album de Bad Religion, sorti en 1993 chez Epitaph et Atlantic.

## Liste des morceaux
| No  | Titre                     | Durée |
| --- | ------------------------- | ----- |
| 1.  | Recipe for Hate           |       |
| 2.  | Kerosene                  |       |
| 3.  | American Jesus            |       |
| 4.  | Portrait Of Authority     |       |
| 5.  | Man With A Mission        |       |
| 6.  | All Good Soldiers         |       |
| 7.  | Watch It Die              |       |
| 8.  | Struck A Nerve            |       |
| 9.  | My Poor Friend Me         |       |
| 10. | Lookin' In                |       |
| 11. | Don't Pray On Me          |       |
| 12. | Modern Day Catastrophists |       |
| 13. | Skyscraper                |       |
| 14. | Stealth                   |       |

## Composition du groupe pour l'enregistrement
- Greg Graffin, chant
- Brett Gurewitz, guitare
- Greg Hetson, guitare
- Jay Bentley, basse
- Bobby Shayer, batterie